# FH Schweiz
FH Schweiz  (Eigenschreibweise: FH SCHWEIZ) ist ein Schweizer Dachverband mit 41 angeschlossenen Organisationen (Stand: Juni 2020). Der Verein mit Sitz in Zürich vertritt schweizweit die Interessen und Anliegen der Absolventen von Schweizer Fachhochschulen und erbringt für die angeschlossenen Organisationen Dienstleistungen. Diese Organisationen setzen sich aus Alumni-Gesellschaften und Berufsverbänden (fachhochschulspezifische Berufe) zusammen.
Drei Beispiele für entsprechende Dienstleistungen sind die FH-Lohnstudie, eine Datenbank für Masterstudiengänge von Fachhochschulen sowie die Informationsplattform für Titelumwandlungen.
FH Schweiz mit Geschäftsstellen in Zürich und Courroux (Kanton Jura) zählt über 60.000 Mitglieder (Stand: Juni 2020) und wurde 2003 gegründet.